# Cristhybolasius mediofasciatus
Cristhybolasius mediofasciatus är en skalbaggsart som beskrevs av Stefan von Breuning 1959. Cristhybolasius mediofasciatus ingår i släktet Cristhybolasius och familjen långhorningar. Inga underarter finns listade i Catalogue of Life.